# (5032) Conradhirsh
(5032) Conradhirsh (1990 OO) – planetoida z grupy pasa głównego asteroid okrążająca Słońce w ciągu 5,21 lat w średniej odległości 3,01 j.a. Odkryta 18 lipca 1990 roku.